# Ruud Krol
Rudolf Jozef (Ruud) Krol (Amsterdam, 24 maart 1949) is een Nederlands voormalig voetballer, die zijn profcarrière begon als linksachter bij Ajax onder leiding van trainer Rinus Michels. Internationaal was er veel succes. Met Ajax won hij drie keer de Europacup I, twee keer de Europese Supercup en één keer de wereldbeker voor clubteams. Met het Nederlands elftal werd hij tweemaal WK-finalist en eenmaal derde op het EK.

## Loopbaan

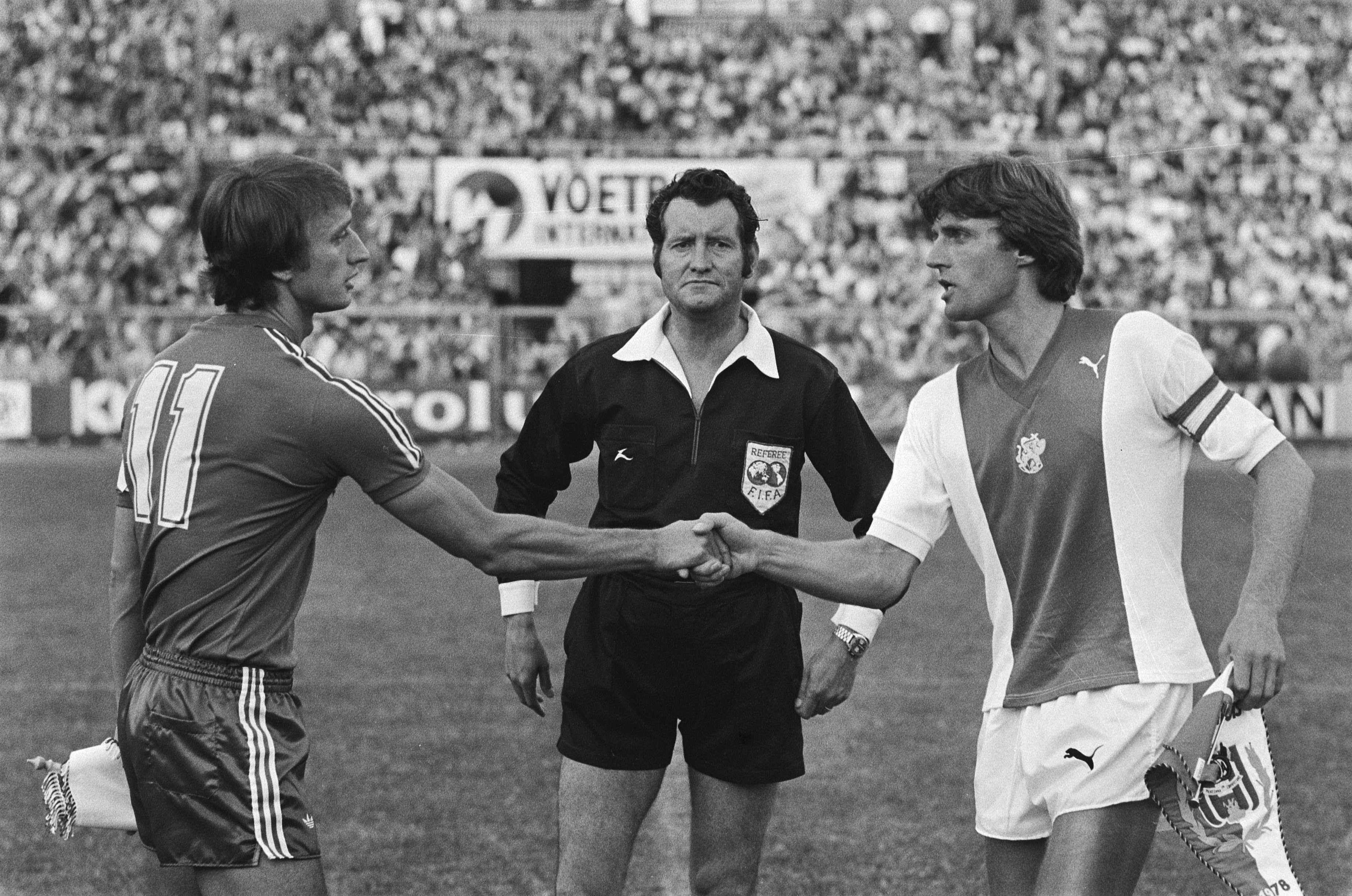
Voorbereiding seizoen 1978/1979: 20-8-1978: Amsterdam 703-toernooi: finale Ajax Amsterdam-Anderlecht Brussel 2-2 na verlenging (Ajax won na strafschoppen: 4-3, totaalscore 6-5). Links Anderlecht-aanvoerder Rob Rensenbrink terug in zijn geboorteregio Amsterdam-Noord/Oostzaan, rechts Ajax-aanvoerder Ruud Krol. Ajax werd in dit seizoen 1978/79 landskampioen met 93 goals vóór en 31 goals tegen, de beste prestatie in de eredivisie tot dan toe, sinds het vertrek van Johan Cruijff naar FC Barcelona in augustus 1973, het begin van het seizoen 1973/74. Ook won Ajax voor het eerst sinds het vertrek van Cruijff in 1973, de KNVB Beker in dit seizoen 1978/79, en in het Europa Cup III-toernooi 1978/79 presteerde Ajax redelijk goed; alleen in de meeste oefenwedstrijden draaide Ajax veel minder goed dan in het voorgaande seizoen 1977/78.

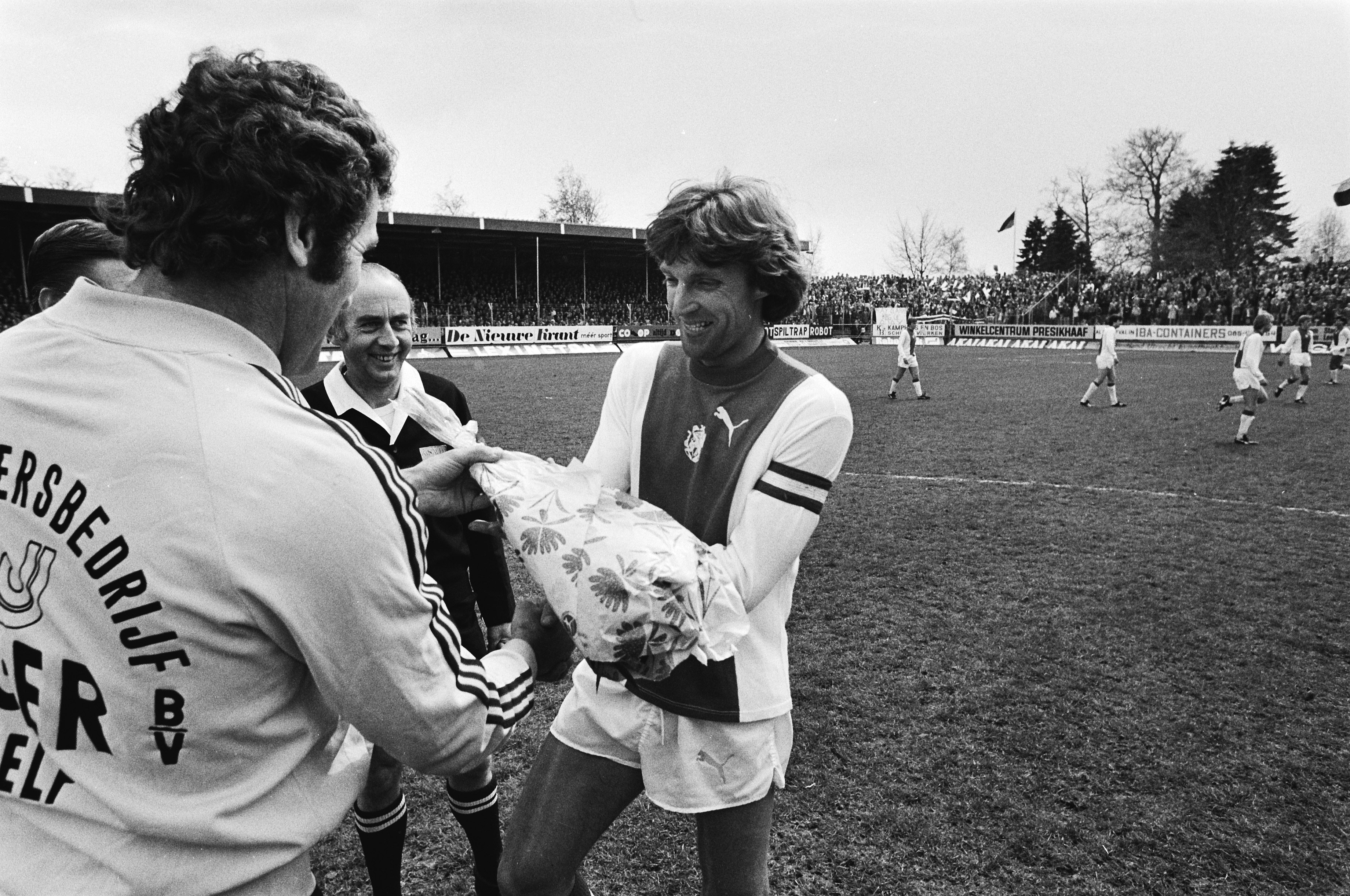
6-5-1979, Vitesse-Ajax 0-0. Charley Bosveld (Vitesse) overhandigt bos bloemen aan Ruud Krol, in verband met zijn 400ste wedstrijd voor Ajax.

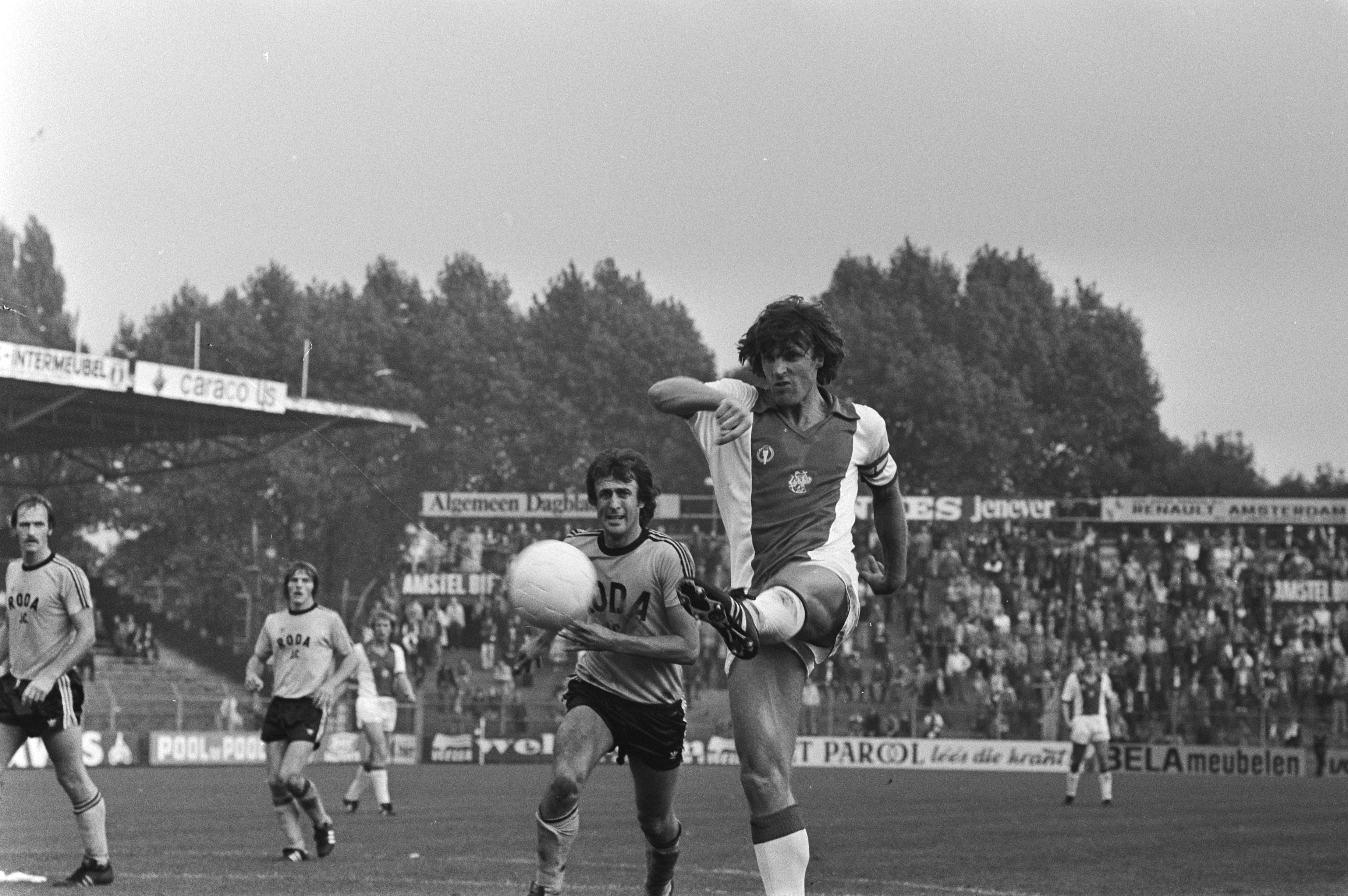
7-10-1979, Ajax-Roda JC 4-0. Ruud Krol (Ajax) in actie.

Krol kwam half 1968 naar Ajax, waar Rinus Michels trainer was, maar speelde in zijn eerste seizoen bij de club maar weinig. Door het vertrek van Theo van Duivenbode half 1969 naar Feyenoord kreeg Krol een kans op de linksback-positie. Met Wim Suurbier vormde hij een verdedigingsduo, bijgenaamd Snabbel en Babbel. In 1971 bereikte Ajax de finale van de Europacup I, en won, maar Krol kon niet meespelen vanwege een gebroken rechter kuitbeen. Hij speelde wel de Europacup I-finales van 1972 en 1973 en de twee finales om de Wereldbeker in 1972, die ook door Ajax werden gewonnen, met onder meer ook Johan Cruijff, Arie Haan, Johan Neeskens, John Rep en Piet Keizer in de gelederen. Ajax werd tussen half 1971 en half 1973 gecoacht door de Roemeen Stefan Kovacs. Krol groeide als laatste man uit tot een van de belangrijkste spelers van het Nederlands voetbal. In oktober 1974 stopte Piet Keizer en werd Ruud Krol aanvoerder bij Ajax. In tegenstelling tot vele collega's uit die tijd bleef Krol zijn werkgever Ajax wel trouw en speelde hij in totaal 339 competitiewedstrijden voor deze club. Johan Cruijff speelde zijn laatste duel voor Ajax op 19 augustus 1973. Na de gouden tijden tussen half 1965 en half 1973 volgde een wat mindere periode voor Ajax met 3 keer op rij een derde plaats in de competitie tussen de tweede helft van 1973 en de eerste helft van 1976. Diverse spelers volgden  Cruijff naar het buitenland, zoals Neeskens, Haan en Rep. Geruggensteund door de routine van Krol en van de trainers Hans Kraay sr., Rinus Michels en Tomislav Ivic ontwikkelden 17- tot 20-jarige talenten als Tscheu La Ling, Frank Arnesen en Sören Lerby sinds de tweede helft van 1975, en Simon Tahamata sinds de tweede helft van 1976, zich naar wens. Er brak weer een wat betere periode voor Ajax aan vanaf begin 1977, onder de trainers Tomislav Ivic, Cor Brom en Leo Beenhakker. Pas half 1980, na zes landskampioenschappen, driemaal de tweede plaats en driemaal de derde plaats in de competitie, na zes bekerfinales, waarvan vier gewonnen, na vier Europacup I-finales, waarvan drie gewonnen, en na een Wereldbeker voor clubteams, nam Krol afscheid van Ajax. Met Ajax behaalde Krol successievelijk de volgende eindklasseringen in de eredivisie in de 12 seizoenen 1968/1969-1979/1980: 2, 1, 2, 1, 1, 3, 3, 3, 1, 2, 1, 1. Na zijn laatste officiële wedstrijd voor Ajax in mei 1980 werd Krol op de schouders van het veld gedragen door zijn ploeggenoten Piet Schrijvers en Søren Lerby, ondanks de 3-1 uitnederlaag in de bekerfinale tegen Feyenoord. In Krols laatste seizoen bij Ajax streed Ajax lang mee op alle drie fronten; in de competitie finishte Ajax als eerste, in het KNVB Bekertoernooi werd Ajax tweede en in het Europacup I-toernooi bereikte Ajax de halve finales (doelsaldo toernooi maar liefst +23 (31-8)). Het spel was nog beter dan in het voorgaande seizoen 1978/79, maar door het vertrek van centrumspits Ray Clarke miste Ajax een afronder, waardoor er 16 goals minder werden gescoord in de wat moeizamer verlopende competitie 1979/80. Krol ging vanaf 21 mei 1980 spelen in Zuidwest-Canada, voor de Vancouver Whitecaps in de NASL (North American Soccer League). Daarna speelde hij nog vier seizoenen in Italië voor Napoli. Zijn actieve loopbaan als speler sloot hij in 1986 af bij het Franse AS Cannes.
Bij de Ballon d'Or verkiezingen voor Europees voetballer van het jaar, georganiseerd door het Franse voetbalmagazine France Football, finishte Krol als volgt:
- 1977 (2de seizoenshelft 1976/1977 + 1ste seizoenshelft 1977/1978): gedeelde 18de plaats, met  3 punten
- 1978 (2de seizoenshelft 1977/1978 + 1ste seizoenshelft 1978/1979): gedeelde  6de plaats, met 20 punten
- 1979 (2de seizoenshelft 1978/1979 + 1ste seizoenshelft 1979/1980):           3de plaats, met 41 punten
- 1980 (2de seizoenshelft 1979/1980 + 1ste seizoenshelft 1980/1981): gedeelde 16de plaats, met  4 punten
- 1981 (2de seizoenshelft 1980/1981 + 1ste seizoenshelft 1981/1982): gedeelde 16de plaats, met  5 punten.

### Nederlands elftal

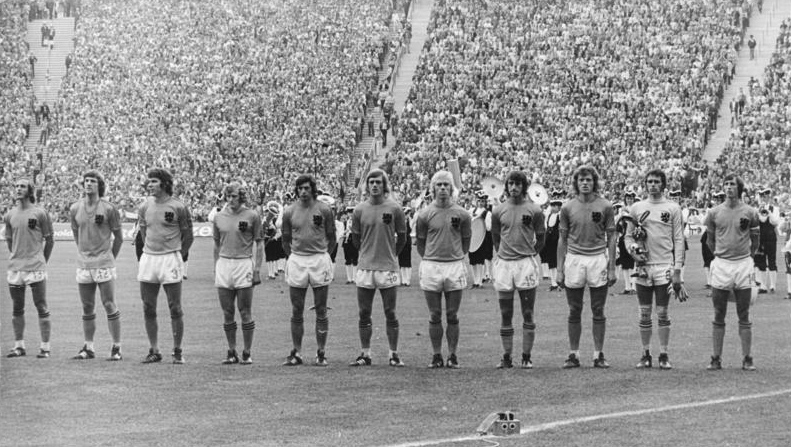
7-7-1974. Het Nederlands elftal voorafgaand aan de finale van het WK 1974, West-Duitsland-Nederland 2-1. Krol staat tweede van links.

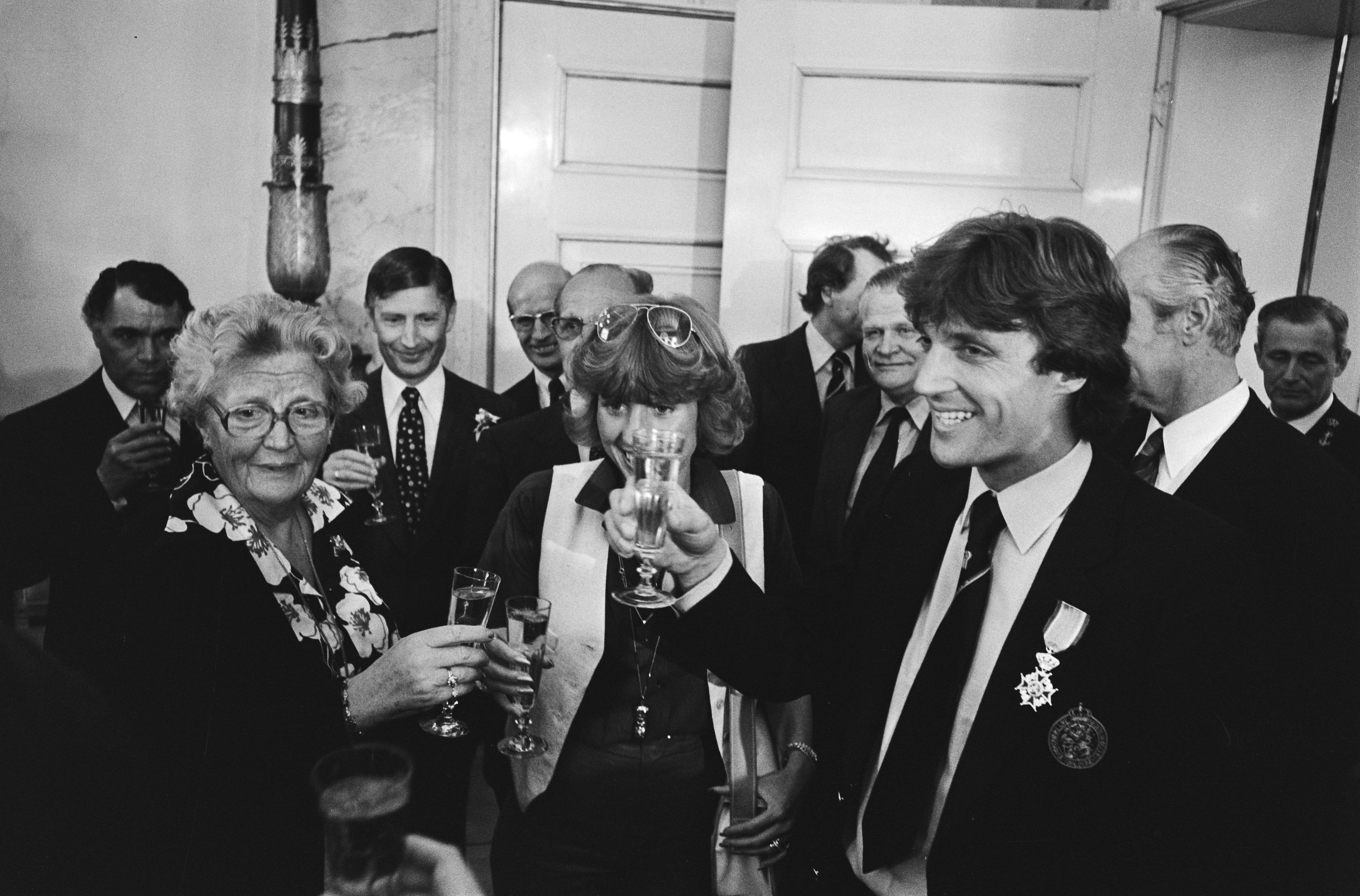
27-6-1978. Paleis Soestdijk. Viering Nederlands voetbalteam 2de op WK 1978 Argentinië. Aanvoerder Ruud Krol en echtgenote Yvonne Krol-van Ingen, toosten met koningin Juliana en premier Dries van Agt.

Krol maakte zijn debuut in het Nederlands elftal op 5 november 1969, in een vriendschappelijke wedstrijd tegen Engeland, ook hier als linksachter. Op 10 oktober 1973 droeg hij voor het eerst de aanvoerdersband bij het Nederlands elftal in een oefenduel tegen Polen. In totaal was hij 45 maal aanvoerder van Oranje, waaronder het gehele WK van 1978. Hij was lange tijd recordaanvoerder tot hij werd afgelost door Frank de Boer op 15 november 2000. Tevens speelde hij mee op het WK van 1974, het EK van 1976, het WK van 1978 en het EK van 1980. Op 22 mei 1979 speelde Krol zijn 65ste interland, en verbrak daarmee het destijds 42 jaar oude record van Puck van Heel. Uiteindelijk zou hij 83 interlands (vier doelpunten) spelen, waarmee hij tot 29 juni 2000 recordhouder bleef. Aron Winter passeerde hem tijdens het Europees kampioenschap dat jaar als recordhouder.

### Trainerscarrière
Ruud Krol begon zijn trainerscarrière, zonder enige ervaring in het trainersvak, in het seizoen 1989-1990 bij het Belgische KV Mechelen als opvolger van Aad de Mos. Na een klein half jaar werd hij door voorzitter John Cordier ontslagen bij de toenmalige Belgische topclub. Van maart 1990 tot aan de zomer van 1990 had hij de leiding bij het Zwitserse Servette. Na een aantal jaren zonder club dook Krol in 1994 op bij de Egyptische voetbalbond. Eerst als trainer van Jong Egypte, daarna van december 1995 tot juli 1996 als bondscoach van Egypte. Als assistent-trainer kwam hij ook tot zijn recht. In deze hoedanigheid werkte hij vanaf 2000 tot en met 2002 onder leiding van Louis van Gaal bij het Nederlands elftal, en van 1 december 2001 tot 10 mei 2006 was hij 4½ jaar als assistent-trainer in dienst van Ajax, eerst onder Ronald Koeman (1 december 2001-25 februari 2005), daarna onder Danny Blind tot 10 mei 2006. Na één seizoen (2006-2007) trainer te zijn geweest van de Franse club AC Ajaccio (twaalfde plaats in de Ligue 2) vertrok Krol in de zomer van 2007 weer naar Egypte waar hij trainer werd van Al-Zamalek. Vanaf 2008 gaf Krol leiding aan de Orlando Pirates in Zuid-Afrika. Met dit team werd hij in het seizoen 2010-2011 Kampioen van Zuid-Afrika. Het kampioenschap werd op de laatste dag beslist in de wedstrijd Ajax Cape Town – Orlando Pirates en de winnaar mocht zichzelf kampioen noemen. Orlando Pirates, met Krol aan het roer trok aan het langste eind.
Op dinsdag 17 september 2013 meldden diverse Afrikaanse media dat Krol de nieuwe bondscoach zou worden van Tunesië. De oud-verdediger werd aangesteld als opvolger van de ontslagen Nabil Maaloul. Naast de functie van bondscoach bleef hij ook trainer van de Tunesische club CS Sfaxien. In november 2013 werd Krol alweer ontslagen als bondscoach van Tunesië. Nadat hij met CS Sfaxien de CAF Confederation Cup 2013 won, nam hij eind 2013 ontslag als trainer van de club. Vanaf januari 2014 nam hij vervolgens Espérance Sportive de Tunis onder zijn hoede waarmee hij in april 2014 landskampioen werd. Desondanks werd Krol een maand later ontslagen. Na dienstverbanden in Libië (Al Ahly Tripoli) en Marokko (Raja Casablanca) keerde Krol in januari 2016 weer terug in Tunesië als trainer van Club Africain Tunis. Sinds de zomer van 2018 was de Amsterdammer wederom trainer van CS Sfaxien, waar zijn contract afliep in juli 2019.

## Erelijst

### Als speler
| Competitie                 |        |                                                      |      |      |
| Competitie                 | Aantal | Jaren                                                |      |      |
| Ajax                       | Ajax   | Ajax                                                 | Ajax | Ajax |
| -------------------------- | ------ | ---------------------------------------------------- | ---- | ---- |
| Mondiaal                   |        |                                                      |      |      |
| Wereldbeker voor clubteams | 1x     | 1972                                                 |      |      |
| Internationaal             |        |                                                      |      |      |
| Europacup I                | 3x     | 1970/71, 1971/72, 1972/73                            |      |      |
| Europese Supercup          | 2x     | 1972, 1973                                           |      |      |
| Intertoto Cup              | 1x     | Poulewinnaar in 1968                                 |      |      |
| Nationaal                  |        |                                                      |      |      |
| Eredivisie                 | 6x     | 1969/70, 1971/72, 1972/73, 1976/77, 1978/79, 1979/80 |      |      |
| KNVB Beker                 | 4x     | 1966/67, 1970/71, 1971/72, 1978/79                   |      |      |

| Competitie                     | Winnaar   | Winnaar   | Runner-up | Runner-up  | Derde     | Derde     |
| Competitie                     | Aantal    | Jaren     | Aantal    | Jaren      | Aantal    | Jaren     |
| Nederland                      | Nederland | Nederland | Nederland | Nederland  | Nederland | Nederland |
| ------------------------------ | --------- | --------- | --------- | ---------- | --------- | --------- |
| Wereldkampioenschap voetbal    |           |           | 2x        | 1974, 1978 |           |           |
| Europees kampioenschap voetbal |           |           |           |            | 1x        | 1976      |

### Als trainer
| Competitie            |            |            |            |            |
| Competitie            | Aantal     | Jaren      |            |            |
| Al-Zamalek            | Al-Zamalek | Al-Zamalek | Al-Zamalek | Al-Zamalek |
| --------------------- | ---------- | ---------- | ---------- | ---------- |
| Internationaal        |            |            |            |            |
| Afro-Azië Cup         | 1x         | 1997       |            |            |
| Nationaal             |            |            |            |            |
| Beker van Egypte      | 1x         | 2007/08    |            |            |
| Orlando Pirates       |            |            |            |            |
| Premier Soccer League | 1x         | 2010/11    |            |            |
| Nedbank Cup           | 1x         | 2011       |            |            |
| Telkom Charity Cup    | 2x         | 2010, 2011 |            |            |
| MTN 8                 | 2x         | 2010, 2011 |            |            |
| CS Sfaxien            |            |            |            |            |
| Internationaal        |            |            |            |            |
| CAF Confederation Cup | 1x         | 2013       |            |            |
| Nationaal             |            |            |            |            |
| Ligue 1               | 1x         | 2013       |            |            |
| Espérance Tunis       |            |            |            |            |
| Ligue 1               | 1x         | 2014       |            |            |
| Raja Casablanca       |            |            |            |            |
| UNAF Club Cup         | 1x         | 2015       |            |            |

| Competitie        | Winnaar         | Winnaar         | Runner-up       | Runner-up       | Derde           | Derde           |
| Competitie        | Aantal          | Jaren           | Aantal          | Jaren           | Aantal          | Jaren           |
| Egypte onder 23   | Egypte onder 23 | Egypte onder 23 | Egypte onder 23 | Egypte onder 23 | Egypte onder 23 | Egypte onder 23 |
| ----------------- | --------------- | --------------- | --------------- | --------------- | --------------- | --------------- |
| Afrikaanse Spelen | 1x              | 1995            |                 |                 |                 |                 |

## Trivia
- Op 26 september 1974 opende Ruud Krol aan de Amsterdamse Nieuwendijk (nummer 239) en de Reguliersbreestraat (nummer 35) snackbars met zijn eigen naam op de gevel. Hij had er op den duur drie. Hij heeft ze verkocht  toen hij naar Vancouver ging in 1980.
- Krol was gewend met zijn shirt over de broek te spelen, net als Johnny Rep, Jesper Olsen en Michel Platini. Daarbij speelde hij meestal ook met afgezakte kousen, zonder scheenbeschermers (zoals Soren Lerby en soms ook Henning Jensen). Herhaaldelijk werd hij daarvoor door de scheidsrechters berispt en soms kreeg hij daarvoor zelfs een gele kaart.